# Melcher Meirmans
Melcher Meirmans (Haarlem, 1969) is een Nederlands componist van voornamelijk filmmuziek.
Meirmans volgde een studie muziektechnologie aan de Hogeschool voor de Kunsten Utrecht. Hij schreef als componist voor filmmuziek samen met Merlijn Snitker en Chrisnanne Wiegel aan verscheidene Nederlandse en Vlaamse speelfilms, waaronder Alles is Liefde, Komt een vrouw bij de dokter en Nova Zembla. Deze samenwerking begon ooit in 1996 op een zolderkamertje op de Weteringschans in hartje Amsterdam. Vanaf 2014 componeert hij voornamelijk met Chrisnanne Wiegel en Joris Oonk. Ook is hij bekend van diverse commercials.
Meirmans componeerde zowel de Vlaamse film Smoorverliefd uit 2010 als de Nederlandse remake Smoorverliefd uit 2013. 

## Filmografie
Met Merlijn Snitker en Chrisnanne Wiegel
- 2005: Allerzielen (segment: 72 maagden en Groeten uit Holland)
- 2005: Het schnitzelparadijs
- 2007: Alles is Liefde
- 2008: Hoe overleef ik mezelf?
- 2008: Los
- 2009: De indiaan
- 2009: Komt een vrouw bij de dokter
- 2009: Dossier K.
- 2010: Schemer
- 2010: Smoorverliefd
- 2010: Briefgeheim
- 2011: Mijn opa de bankrover
- 2011: Alle tijd
- 2011: Onder Ons
- 2011: Pataje oorlog
- 2011: Nova Zembla
- 2012: Jackie
- 2012: De Marathon
- 2013: Smoorverliefd

Met Chrisnanne Wiegel
- 2013: Soof
- 2014: De Behandeling
- 2014: 2/11 Het spel van de wolf
- 2014: Wonderbroeders
- 2014: Het leven volgens Nino
- 2014: Pak van mijn hart

Met Joris Oonk en Chrisnanne Wiegel
- 2014: Bowling Balls
- 2015: Bloed, zweet & tranen
- 2015: De ontsnapping
- 2015: Ventoux
- 2016: Familieweekend
- 2016: De Zevende Hemel
- 2016: Soof 2

Solo
- 2018: Het hart van Hadiah Tromp

## Overige producties

### Televisiefilms
Met Merlijn Snitker en Chrisnanne Wiegel
- 2005: Storm
- 2009: Coach
- 2009: De Punt
- 2010: Sekjoeritie
- 2013: Lieve Céline

### Televisieseries
Met Merlijn Snitker en Chrisnanne Wiegel
- 2006: Fok jou!
- 2006: Taxi van Palemu
- 2007: Adriaan
- 2008: Het schnitzelparadijs
- 2010: Docklands
- 2012: Clan

Met Chrisnanne Wiegel
- 2013: Connie & Clyde
- 2015: De Fractie

- Gemeinsame Normdatei: 1065324626
- International Standard Name Identifier: 0000 0004 4892 4536
- Virtual International Authority File: 313435016
- WorldCat: E39PBJy8twBktMdjMgCTDPY9Dq